# Valot pimeyksien reunoilla
Valot pimeyksien reunoilla (in finlandese "Le luci ai confini delle oscurità") è un singolo del gruppo rock finlandese Apulanta pubblicato il 18 settembre 2015. Il singolo è tratto dal dodicesimo album di studio Kunnes siitä tuli totta.
Un video musicale è stato girato da Sami Jämsén e pubblicato sull'account di YouTube del gruppo musicale il 9 ottobre 2015.
Il singolo ha raggiunto la prima posizione in Finlandia nella classifica dei brani più trasmessi in radio.

## Tracce
1. Valot pimeyksien reunoilla – 4:27

## Classifiche
| Classifica           | Massima posizione |
| -------------------- | ----------------- |
| Finlandia            | -                 |
| Finlandia (download) | 5                 |
| Finlandia (radio)    | 1                 |